# Galium monachinii
Galium monachinii là một loài thực vật có hoa trong họ Thiến thảo. Loài này được Boiss. & Heldr. mô tả khoa học đầu tiên năm 1849.